# Bitva u Rovine
Bitva u Rovine se odehrála 17. května 1395. Valašské vojsko vedené vojvodou Mirceou I. se postavilo osmanským invazním jednotkám, které osobně vedl sultán Bajezid I. Turecké síly měly silnou početní převahu nad valašskými vojsky. Legenda praví, že v předvečer bitvy kníže Mircea, převlečený za mírového vyslance, promluvil k Bajezidovi a požádal ho, aby opustil Valašsko, a slíbil mu bezpečný odchod ze země; sultán však hrdě trval na tom, že bude bojovat.
Na straně Turků stály také srbské jednotky tureckých vazalských knížectví vedené knížetem Stefanem Lazarevićem, Konstantinem Dejanovićem, Konstantinem Balšićem a Kraljevićem Markem v celkovém počtu 8 000 mužů.

## Bitva
Proti mnohatisícové armádě Turků, která na jaře roku 1394 vtrhla do Valašska, neměl panovník Mircea příliš šancí zvítězit v otevřené bitvě, a tak použil taktiku partyzánské války, kdy útočil na malé skupinky Osmanů, ničil jejich vozy a snažil se připravit Turky o potraviny. Po tomto dlouhém a vyčerpávajícím stylu válčení se protivníci utkali v rozhodující bitvě u Rovine, v údolí řeky Argeș, přítoku Dunaje.
Terén v oblasti bitvy byl zalesněný a bažinatý, což Turkům znemožnilo plně využít početní převahu a vhodně rozmístit svá vojska. Přesný průběh bitvy není zcela jasný, ale je známo, že důležitou roli v ní sehrály jednotky valašských lučištníků, které zdecimovaly postupující linie Turků, na které pak zaútočila valašská jízda. Osmané se pak rozhodli ustoupit a později se stáhli až za Dunaj. Přestože Valaši nepřítele zatlačili, Osmané dokázali uhájit své pozice, přičemž se opírali o osobní sultánovu gardu složenou z janičárů. Tato taktika osmanské obrany se proslavila o rok později v bitvě u Nikopole a stala se základním prvkem osmanských vojenských strategií až do 18. století.
Značné ztráty utrpěly obě strany, včetně Srbů bojujících na straně Turků. Ve valašských lesích padl srbský kníže Marko Kralevic (pozdější populární postava balkánského folklóru) a srbský despota Konstantin Dejanović, jehož vnuk Konstantin XI. Palaiologos se stal posledním byzantským císařem. Konstantin Dejanović byl také přímým předkem prvního ruského cara Ivana Hrozného.
Armáda Osmanské říše selhala při své snaze dobýt Valašsko, a boj u Rovine je proto jednou z nejdůležitějších bitev v rumunských dějinách. Vojenské střetnutí popsal ve své Třetí epištole velký rumunský básník Mihai Eminescu. Také Dečanská kronika popisuje bitvu a uvádí, že v boji padli kníže Marko a Konstantin Dragaš. Tentýž pramen uvádí, že v boji zahynul i Markův bratr Andrijaš Mrnjavčević.
Po Bulharech došlo na Rumuny. L. 1394 na podzim přešel Bajezid přes Dunaj a s nim, ač neradi, vasallové Štěpán Lazarević, Konstantin a král Marko. Mirča na hlavu porazil je dne 10 října na místě zvaném „na Rovinách“ v strašné seči, v níž prý oblohu pro střely bylo neviděti. Množství vojvod a pašův padlo. Zde zahynul i historický Marko a s nim Konstantin. Dle současného letopisce pravil prý Marko před bitvou ku Konstantinovi: „Pravím a prosím Boha, aby křesťanům byl pomocníkem, a já abych první byl z mrtvých v této seči". Ale pověsti lidu podnes nedaly mu zemřiti; žije prý v skrýších a jeskyních, a čeká prý, až bude čas, aby vyšel na bílý den. Bajezid po neslavném útěku musel s Mirčou jednati o mír.
Konstantin Josef Jireček (str.310), Dějiny národa bulharského, vydal Bedřich Tempský, 1876

## Důsledky bitvy
Osmané byli poraženi v bitvě , ale válka pokračovala. Boj proti Osmanům drasticky vyčerpal vojenské a hospodářské zdroje knížectví a jen několik měsíců po svém vítězství byl Mircea I. (který rychle ztratil svou popularitu) svržen svým rivalem Vladem I. a uprchl do sousedního Uherského království. Vlad I. se podřídil Bajezidovi a začal platit Turkům tribut.
Už po dvou letech se Mirceovi Starému podařilo získat zpět valašský trůn i nezávislost na Osmanské říši, ale ke konci své vlády byl nucen podepsat smlouvu, podle níž výměnou za uznání nezávislosti země bylo Valašsko povinno platit Osmanské říši 3 000 zlatých ročně.